# Africa Benedetta
Africa Benedetta è stato un programma televisivo italiano di genere documentario, condotto da Benedetta Mazzini su Rai 5 tra il 2010 e il 2011.
La trasmissione racconta l'esplorazione dell'Africa attraverso il safari. La conduttrice affronta escursioni in compagnia di volti noti dello spettacolo, della musica e della cultura.
Il programma, oltre alle docu-fiction, contiene anche una serie di interviste on the road agli ospiti della puntata.